# شوق (مسلسل)
شوق هو مسلسل سوري من إنتاج عام 2017 تدور أحداث المسلسل حول الحب أثناء الحرب من خلال قصة حب في إطار درامي ، تنشأ بين إثنين على خلفية الحرب الأهلية السورية ويعرض المسلسل وضع النساء في الحروب وممارسات تنظيم الدولة الإسلامية (داعش) للنساء.

## القصة
على خلفية الحرب الأهلية السورية، تعاني شوق من ضعف متزايد من الذاكرة، وتقع روز في قبضة الجماعات الإرهابية المتطرفة التي تحولها إلى واحدة من السبايا، ويحاول زوجها وائل البحث عنها بشتى السبل. 

## طاقم
| - باسم ياخور وائل - نسرين طافش: شوق - سوزان نجم الدين: روز - أحمد الأحمد - جوان الخضر: مجد - أنس طيارة - مرام علي - روزينا لاذقاني | - باسل حيدر - إبراهيم عيسى - علي الإبراهيم - حسين عباس - ميريانا معلولي - نور أحمد - زهير درويش - رامي كزعور | - أحمد رافع - محمود الويسي - عبد الهادي صباغ: ضيف شرف - صباح الجزائري: ضيفة شرف - وفاء الموصللي: ضيفة شرف - لينا حوارنة: ضيفة شرف - محمد قنوع: ضيف شرف - ليلى جبر: ضيفة شرف | - نجاح سفكوني: ضيف شرف - كرم الشعراني: ضيف شرف - جرجس جبارة: ضيف الحلقات - جمال العلي: ضيف الحلقات - فراس الحلبي: باسم - كنان حميدان - المنتصر نجم الدين: مروان - نهلة عقل داوود: ضيفة شرف | - ألكو داوود: ضيف شرف - زياد برجي: ضيف شرف - جوي خوري: ندى - ضيفة شرف - محمد حداقي: أبو مصعب - منى واصف: ضيفة شرف - إمارات رزق: ظهور خاص - سناء سواح - معتز فهمي: عفنان |